# Гермарінген
Гермарінген (нім. Hermaringen) — громада в Німеччині, знаходиться в землі Баден-Вюртемберг. Підпорядковується адміністративному округу Штутгарт. Входить до складу району Гайденгайм.
Площа — 15,26 км2. Населення становить 2238 ос. (станом на 31 грудня 2020).